# Circuito Cittadino dell'EUR
Okruh Circuito cittadino dell'EUR je dočasným městským okruhem ve čtvrti EUR, v Římě v Itálii.  V současnosti se používá pro závody šampionátu Formule E, první závod se zde jel v dubnu 2018.

## Okruh
Trať má délku 2,86 kilometrů a skládá se z 21 zatáček. Začíná na Via Cristoforo Colombo a končí u Marconiho obelisku. Trať míjí také kongresové centrum Rome Convention Center a Palazzo dei Congressi.

## Závody

### Formule E
| Rok     | Jezdec      | Tým                    | Výsledky |
| ------- | ----------- | ---------------------- | -------- |
| 2017/18 | Sam Bird    | Envision Virgin Racing | Výsledky |
| 2018/19 | Mitch Evans | Jaguar Racing          | Výsledky |